# Liste von Sakralbauten in Sachsen

Landkreise und kreisfreie Städte in Sachsen.

Die Liste von Sakralbauten in Sachsen umfasst:
- Liste von Sakralbauten im Landkreis Bautzen
- Liste von Sakralbauten in Chemnitz
- Liste von Sakralbauten in Dresden
- Liste von Sakralbauten im Erzgebirgskreis
- Liste von Sakralbauten im Landkreis Görlitz
- Liste von Sakralbauten in Leipzig
- Liste von Sakralbauten im Landkreis Leipzig
- Liste von Sakralbauten im Landkreis Meißen
- Liste von Sakralbauten im Landkreis Mittelsachsen
- Liste von Sakralbauten im Landkreis Nordsachsen
- Liste von Sakralbauten im Landkreis Sächsische Schweiz-Osterzgebirge
- Liste von Sakralbauten im Vogtlandkreis
- Liste von Sakralbauten im Landkreis Zwickau